# Gran maestro dell'Ordine della Spada e del Silenzio

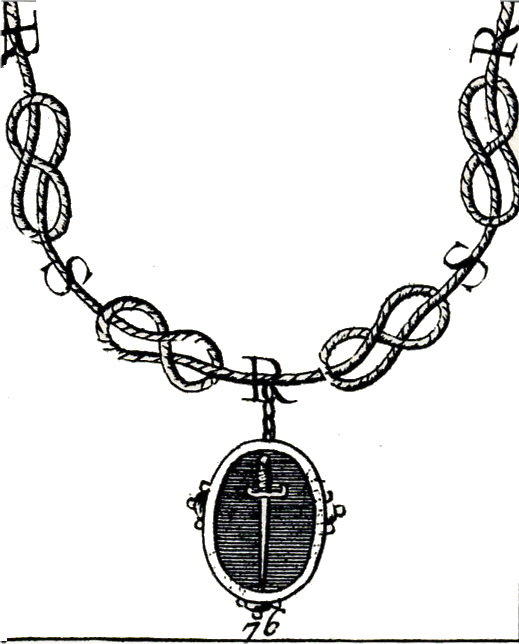
Le insegne dell'Ordine della Spada e del Silenzio (1347)

Il gran maestro dell'Ordine della Spada e del Silenzio o precisamente "Reale Ordine di Cipro", è il capo dell'ordine. Furono nominati inizialmente i sovrani di Cipro dal 1160 al 1474, nonché successivamente dal 1486 al 1797 il doge ovvero la suprema autorità istituzionale della Repubblica di Venezia.

## Elenco dei Gran maestri
L'ordine è stato fondato nel 1193. Questo l'elenco dei Gran maestri.

### Sede dell'Ordine a Cipro
- 1192-1194: Guido di Lusignano (1160 † 1194), re a Cipro
- 1194-1205: Amalrico I (1145-1205), signore poi re di Cipro
- 1205-1218: Ugo I (1195-1218), re di Cipro
- 1218-1253: Enrico I (1217 1253), re di Cipro
- 1253-1267: Ugo II (1252-1267), re di Cipro
- 1267-1284: Ugo III (1235-1284), re di Cipro
- 1284-1285: Giovanni I (1267-1285), re di Cipro
- 1285-1324: Enrico II (1271-1324), re di Cipro
- 1324-1359: Ugo IV (1295-1359), re di Cipro
- 1359-1369: Pietro I (1328-1369), re di Cipro
- 1369-1382: Pietro II (1357-1382), re di Cipro
- 1382-1398: Giacomo I (1334-1398), re di Cipro
- 1398-1432: Giano (1375-1432), re di Cipro
- 1432-1458: Giovanni II (1418-1458), re di Cipro
- 1458-1460: Carlotta (1444-1487), regina di Cipro
- 1460-1473: Giacomo II il Bastardo (1418-1473), re di Cipro
- 1473-1474: Giacomo III il Postumo (1473-1474), re di Cipro

### Sede dell'Ordine a Venezia
| Ritratto | Nome (nascita–morte)                               | Stemma | Gran magistero    | Gran magistero                                   | Note                             |
| Ritratto | Nome (nascita–morte)                               | Stemma | Inizio            | Fine                                             | Note                             |
| -------- | -------------------------------------------------- | ------ | ----------------- | ------------------------------------------------ | -------------------------------- |
|          | Agostino Barbarigo (1419 – 1501)                   |        | 30 agosto 1486    | 20 settembre 1501                                | doge della Repubblica di Venezia |
|          | Leonardo Loredan (1436 – 1521)                     |        | 2 ottobre 1501    | 21 giugno 1521                                   | doge della Repubblica di Venezia |
|          | Antonio Grimani (1434 – 1523)                      |        | 6 luglio 1521     | 7 maggio 1523                                    | doge della Repubblica di Venezia |
|          | Andrea Gritti (1455 – 1538)                        |        | 20 maggio 1523    | 7 maggio 1538                                    | doge della Repubblica di Venezia |
|          | Pietro Lando (1462 – 1545)                         |        | 19 gennaio 1538   | 9 novembre 1545                                  | doge della Repubblica di Venezia |
|          | Francesco Donà (1468 – 1553)                       |        | 24 novembre 1545  | 23 maggio 1553                                   | doge della Repubblica di Venezia |
|          | Marcantonio Trevisan (1475 ca. – 1554)             |        | 4 luglio 1553     | 31 maggio 1554                                   | doge della Repubblica di Venezia |
|          | Francesco Venier (1489 – 1556)                     |        | 11 giugno 1554    | 2 giugno 1556                                    | doge della Repubblica di Venezia |
|          | Lorenzo Priuli (1489 – 1559)                       |        | 14 giugno 1556    | 17 agosto 1559                                   | doge della Repubblica di Venezia |
|          | Girolamo Priuli (1486 – 1567)                      |        | 1º settembre 1559 | 4 novembre 1567                                  | doge della Repubblica di Venezia |
|          | Pietro Loredan (1482 – 1570)                       |        | 26 novembre 1567  | 3 maggio 1570                                    | doge della Repubblica di Venezia |
|          | Alvise I Mocenigo (1507 – 1577)                    |        | maggio 1570       | 4 giugno 1577                                    | doge della Repubblica di Venezia |
|          | Sebastiano Venier (1496 ca. – 1578)                |        | 11 giugno 1577    | 3 marzo 1578                                     | doge della Repubblica di Venezia |
|          | Nicolò Da Ponte (1491 – 1585)                      |        | 11 marzo 1578     | 30 luglio 1585                                   | doge della Repubblica di Venezia |
|          | Pasquale Cicogna (1509 – 1595)                     |        | 18 agosto 1585    | 2 aprile 1595                                    | doge della Repubblica di Venezia |
|          | Marino Grimani (1532 – 1605)                       |        | 26 aprile 1595    | 25 dicembre 1605                                 | doge della Repubblica di Venezia |
|          | Leonardo Donà (1536 – 1612)                        |        | 10 gennaio 1606   | 16 luglio 1612                                   | doge della Repubblica di Venezia |
|          | Marcantonio Memmo (1536 – 1615)                    |        | 24 luglio 1612    | 31 ottobre 1615                                  | doge della Repubblica di Venezia |
|          | Giovanni Bembo (1543 – 1618)                       |        | 2 dicembre 1615   | 16 marzo 1618                                    | doge della Repubblica di Venezia |
|          | Nicolò Donà (1540 – 1618)                          |        | 4 aprile 1618     | 9 maggio 1618                                    | doge della Repubblica di Venezia |
|          | Antonio Priuli (1548 – 1623)                       |        | 17 maggio 1618    | 12 agosto 1623                                   | doge della Repubblica di Venezia |
|          | Francesco Contarini (1556 – 1624)                  |        | 8 settembre 1623  | 6 dicembre 1624                                  | doge della Repubblica di Venezia |
|          | Giovanni I Corner (1551 – 1629)                    |        | 4 gennaio 1625    | 23 dicembre 1629                                 | doge della Repubblica di Venezia |
|          | Nicolò Contarini (1553 – 1631)                     |        | 18 gennaio 1630   | 2 aprile 1631                                    | doge della Repubblica di Venezia |
|          | Francesco Erizzo (1566 – 1646)                     |        | 10 aprile 1631    | 3 gennaio 1646                                   | doge della Repubblica di Venezia |
|          | Francesco Molin (1575 – 1655)                      |        | 20 gennaio 1646   | 27 febbraio 1655                                 | doge della Repubblica di Venezia |
|          | Carlo Contarini (1580 – 1656)                      |        | 27 marzo 1655     | 1º maggio 1656                                   | doge della Repubblica di Venezia |
|          | Francesco Corner (1585 – 1656)                     |        | 17 maggio 1656    | 5 giugno 1656                                    | doge della Repubblica di Venezia |
|          | Bertuccio Valier (1596 – 1658)                     |        | 15 giugno 1656    | 29 marzo 1658                                    | doge della Repubblica di Venezia |
|          | Giovanni Pesaro (1589 – 1659)                      |        | 8 aprile 1658     | 30 settembre 1659                                | doge della Repubblica di Venezia |
|          | Domenico II Contarini (1585 – 1675)                |        | 16 ottobre 1659   | 26 gennaio 1675                                  | doge della Repubblica di Venezia |
|          | Nicolò Sagredo (1606 – 1676)                       |        | 6 febbraio 1675   | 14 agosto 1676                                   | doge della Repubblica di Venezia |
|          | Alvise Contarini (1601 – 1684)                     |        | 26 agosto 1676    | 15 gennaio 1684                                  | doge della Repubblica di Venezia |
|          | Marcantonio Giustinian (1619 – 1688)               |        | 26 gennaio 1684   | 23 marzo 1688                                    | doge della Repubblica di Venezia |
|          | Francesco Morosini il Peloponnesiaco (1619 – 1694) |        | 3 aprile 1688     | 6 gennaio 1694                                   | doge della Repubblica di Venezia |
|          | Silvestro Valier (1630 – 1700)                     |        | 25 febbraio 1694  | 7 luglio 1700                                    | doge della Repubblica di Venezia |
|          | Alvise II Mocenigo (1628 – 1709)                   |        | 17 luglio 1700    | 6 maggio 1709                                    | doge della Repubblica di Venezia |
|          | Giovanni II Corner (1647 – 1722)                   |        | 22 maggio 1709    | 12 agosto 1722                                   | doge della Repubblica di Venezia |
|          | Alvise III Sebastiano Mocenigo (1662 – 1732)       |        | 24 agosto 1722    | 21 maggio 1732                                   | doge della Repubblica di Venezia |
|          | Carlo Ruzzini (1653 – 1735)                        |        | 2 giugno 1732     | 5 gennaio 1735                                   | doge della Repubblica di Venezia |
|          | Alvise Pisani (1664 – 1741)                        |        | 17 gennaio 1735   | 17 giugno 1741                                   | doge della Repubblica di Venezia |
|          | Pietro Grimani (1677 – 1752)                       |        | 30 giugno 1741    | 7 marzo 1752                                     | doge della Repubblica di Venezia |
|          | Francesco Loredan (1685 – 1762)                    |        | 18 marzo 1752     | 19 maggio 1762                                   | doge della Repubblica di Venezia |
|          | Marco Foscarini (1696 – 1763)                      |        | 31 maggio 1762    | 31 marzo 1763                                    | doge della Repubblica di Venezia |
|          | Alvise IV Giovanni Mocenigo (1701 – 1778)          |        | 19 aprile 1763    | 31 dicembre 1778                                 | doge della Repubblica di Venezia |
|          | Paolo Renier (1710 – 1789)                         |        | 14 gennaio 1779   | 13 febbraio 1789                                 | doge della Repubblica di Venezia |
|          | Ludovico Manin (1725 – 1802)                       |        | 9 maggio 1789     | 12 maggio 1797 (costretto ad abdicare al Dogato) | doge della Repubblica di Venezia |

### Ricostituzione dell'Ordine (1948-oggi)
| Ritratto | Nome (nascita–morte)                                                            | Stemma | Gran magistero   | Gran magistero | Note                     | Sede dell'Ordine |
| Ritratto | Nome (nascita–morte)                                                            | Stemma | Inizio           | Fine           | Note                     | Sede dell'Ordine |
| -------- | ------------------------------------------------------------------------------- | ------ | ---------------- | -------------- | ------------------------ | ---------------- |
|          | Federico Cornaro (*20.06.1890 †1961)                                            |        | 18 novembre 1948 | 1961           | Gran Maestro dell'Ordine | Torino           |
|          | Aldo Camnasio de Vargas alias Ubaldo Camnasio de Irun y Villaroel (*1904 †1994) |        | 1961             | 1994           | Gran Maestro dell'Ordine | Milano           |
|          | Mario Menegazzi (*1??? †1995)                                                   |        | 1994             | 1995           | Gran Maestro dell'Ordine | Rivoli (TO)      |
|          | Flavio Menegazzi (*1???)                                                        |        | 1995             | 2002           | Gran Maestro dell'Ordine | Rivoli (TO)      |
|          | Flavio Menegazzi (*1???)                                                        |        | 2002             | 7 maggio 2022  | Gran Maestro dell'Ordine | Torino           |
|          | Sebastiano Grandolfo (*1???)                                                    |        | 7 maggio 2022    | oggi           | Gran Maestro dell'Ordine | Pantigliate (MI) |